# Adult Swim
Adult Swim (estilizado como [adult swim] desde 2003, e também abreviado como [as]) é um bloco de programação do canal por assinatura infantil americano Cartoon Network, que é comandado pelo estúdio de produção Williams Street Productions. É transmitido todas as tardes e noites das 17 horas até às 6 da manhã nos Estados Unidos, e destinado para o público adulto.
O bloco apresenta séries animadas e live-action com estilos variados orientados para a audiência adulta. O conteúdo inclui programação original (principalmente séries de comédia e ação), séries sindicadas, e curtas-metragens com geralmente pouca ou nenhuma edição de conteúdo. Adult Swim é programado pela Williams Street, uma subsidiária da Warner Bros. Television Studios que também produz grande parte da programação original do bloco.
Transmitido pela primeira vez em 2 de setembro de 2001, Adult Swim tem exibido frequentemente sitcoms animados, animações adultas, paródias, sátiras, mocumentários, esquetes de comédia, e pilotos, com muitos de seus programas sendo esteticamente experimentais, transgressivos, improvisados, e surrealistas por natureza. Adult Swim tem contratos com vários estúdios conhecidos por suas produções de comédias absurdas e de choque. Além da comédia, o Adult Swim também transmite animes japoneses e animações de ação americanas, e desde maio de 2012 esse tipo de programação geralmente é exibida em seu bloco de sábado à noite, Toonami, que por si só é um relançamento do bloco original de mesmo nome que foi exibido no Cartoon Network de março de 1997 até setembro de 2008. A Adult Swim opera uma divisão de videogame conhecida como Adult Swim Games, que começou a publicar jogos independentes não baseados na programação original do bloco em 2011.
Adult Swim funcionava inicialmente tarde da noite. Começou a se expandir para o horário nobre em 2008 e mudou seu horário de início para as 20h em 2014. Para aproveitar a audiência de jovens adultos do Cartoon Network durante o dia, o Adult Swim expandiu ainda mais para as 19h durante a semana e sábados a partir de maio de 2023. Após obter sucesso com as mudanças, o Adult Swim expandiu ainda mais para as 17h em 28 de agosto de 2023, eclipsando o Cartoon Network em tempo de duração ao ser exibido 13 horas por dia. Devido a essa mudança de horário, o tempo de execução expandido é preenchido com um bloco conhecido como Checkered Past nos dias de semana, que exibe séries originais clássicas do Cartoon Network das décadas de 1990 e 2000.
Devido à sua demografia diferente, Adult Swim é geralmente promovido pela Warner Bros. Discovery como sendo um canal separado compartilhando tempo com o Cartoon Network em sua distribuição de canais, com sua audiência sendo medida separadamente pela Nielsen da programação diurna e vespertina voltada para jovens, exibida sob a marca Cartoon Network.

## História

### Criação e desenvolvimento (1994–2001)
O programador chefe original do Cartoon Network, Mike Lazzo, concebeu o Adult Swim. O bloco cresceu a partir das tentativas anteriores do canal em exibir conteúdo apropriado para adultos que poderiam estar assistindo o canal após as 23h. A rede começou experimentando com sua programação de tarde da noite exibindo programas que apresentavam curtas de desenhos clássicos sem censura, tais como ToonHeads, The Bob Clampett Show, The Tex Avery Show, Late Night Black and White, e O, Canada. Outro bloco, "Midnight Run" do Toonami, exibiu a programação de ação sem censura da rede com mínimas edições. Na época, um terço da audiência do Cartoon Network eram adultos.
Durante a década de 1990, a animação no horário nobre voltada para adultos começou a crescer popularmente devido ao sucesso da série popular da Fox, The Simpsons. Foi seguido por uma tendência de outros programas de animação voltados para esse público ao longo da década, bem como séries de animação voltadas para o geral que conquistaram muitos seguidores adultos.
Space Ghost Coast to Coast, a primeira incursão do Cartoon Network para programação original, foi criado em 1994 especificamente para audiências adultas de tarde da noite. A série foi criada pela Ghost Planet Industries de Mike Lazzo, qual eventualmente se tornou Williams Street Studios, os eventuais produtores e programadores do Adult Swim.
Entre 04h00 e 05h00 em 21 de dezembro, e 30 de dezembro de 2000 (enquanto Space Ghost Coast to Coast estava em intervalo), várias novas séries da Williams Street fizeram estreias "rápidas" não anunciadas. Sealab 2021, Harvey Birdman, Attorney at Law, Aqua Teen Hunger Force, e The Brak Show todos estrearam sem ser anunciados; o cronograma oficial listaram os programas como "Special Programming". Antes disso, na Entertainment Weekly, foi afirmado que o próximo projeto de Michael Ouweleen era trabalhar sobre o piloto de Harvey Birdman, Attorney at Law com J. J. Sedelmaier. Em uma entrevista de 1999, a banda de pop rock indie Calamine afirmou que eles tinham gravado a canção tema para Sealab 2021. Enquanto fazia apresentações divertidas para uma variedade de desenhos adultos, Lazzo percebeu o potencial para empacota-los como um completo bloco focado em adultos. Diferentes nomes foram considerados, incluindo "ibiso", que se dizia ser "pare" em espanhol, e "Parental Warning", "Parental Block" mas ele eventualmente acabou optando por "Adult Swim" (uma referência à política comum nas piscinas públicas de haver intervalos de tempo durante o dia em que apenas adultos podem entrar na piscina.).
O Cartoon Network originalmente tinha a intenção de lançar o bloco de animação adulta em 1 de abril de 2001 mas foi adiado cinco meses. Em junho de 2001, TV Guide tinha gravado uma entrevista com a ex-presidente do canal, Betty Cohen. Ela afirmou que havia um novo bloco de programação chegando em setembro que era destinado para uma audiência adulta. Durante esse mês no Cartoon Network Confidential, "Os melhores originais e curtas de animação ultrajantes do Cartoon Network para adultos exigentes" na cidade de Nova Iorque, um próximo episódio de Space Ghost Coast to Coast intitulado "Kentucky Nightmare", os pilotos rápidos de dezembro, Captain Linger, e um episódio de Home Movies foram exibidos de graça. A exibição foi parte do Toyota Comedy Festival. No sábado, 21 de julho de 2001, o painel de Space Ghost Coast to Coast na San Diego Comic-Con tinha um jogo de trívia em qual os vencedores ganharam um CD promocional que tinha as canções de tema para as próximas séries do Adult Swim. Todos que compareceram receberam uma camiseta, gratuitamente, do Adult Swim que foi empacotada para parecer como um rolo de bandagens utilizado por salva-vidas.
Na San Diego Comic-Con, as audiências tiveram que ver clipes das próximas séries e votar por quais séries eles queriam ver uma prévia. Harvey Birdman, Attorney at Law foi o ganhador e o piloto foi exibido. O episódio de Leave It to Brak, "Mr. Bawk Ba Gawk" e o episódio de Space Ghost Coast to Coast, "The Justice Hole" também foram exibidos, bem como clipes para o episódio "Sweet for Brak". Em uma entrevista em 25 de julho de 2001, J. J. Sedelmaier falou sobre trabalhar no piloto de Harvey Birdman, Attorney at Law. Em 12 de agosto, o primeiro comercial anunciando o novo bloco foi exibido no Cartoon Network. Ao longo desse tempo, um kit de imprensa foi disponibilizado, que incluía toalhas e um CD promocional. Outro kit de imprensa, que foi feito no formato de uma caixa de primeiros socorros, chegou com um comercial VHS com informações sobre todos os programas. Access Hollywood também destacou as próximas estreias. Anúncios impressos foram exibidos em uma edição de agosto da Entertainment Weekly. Em 31 de agosto, o site oficial do bloco foi oficialmente lançado.

### 2001–2003

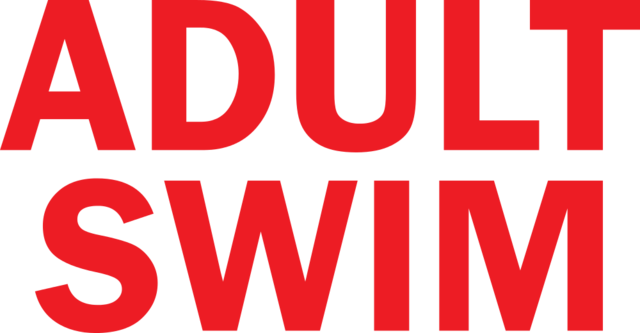
O primeiro logotipo do Adult Swim, usado de 2 de setembro de 2001, até 23 de fevereiro de 2002.

Adult Swim foi oficialmente lançado em 2 de setembro de 2001, às 22h, com a exibição de estreia original do episódio de Home Movies, "Director's Cut", que tinha sido arquivado antes de ser exibido em sua rede original, UPN. De acordo com Linda Simensky: "Tínhamos um monte de episódios para exibir para Mike Lazzo e, apenas no segundo episódio, ele gritou: Compre!" Cartoon Network trouxe os originais cinco episódios da UPN e encomendou mais oito para completar a temporada. A primeira temporada da série foi animada em Squigglevision; as temporadas posteriores foram feitas em animação em Flash. O primeiro anime transmitido no bloco também exibido na noite de seu lançamento, foi Cowboy Bebop. Aqua Teen Hunger Force estreou no bloco em 9 de setembro, com o episódio "Escape from Leprechaupolis". O bloco inicialmente exibia nas noites de domingo das 22h00 até 01h00, com uma repetição do mesmo bloco nas noites de quinta.
Adult Swim tinha um aviso que dizia "Forte advertência aos pais—os programas a seguir são destinados ao público adulto com mais de 18 anos. Esses programas podem conter algum material que muitos pais não considerariam adequado para crianças e podem incluir violência intensa, situações sexuais, linguagem grosseira e diálogo sugestivo."
As vinhetas originais do Adult Swim mostradas entre os programas apresentavam metragens de pessoas idosas nadando em piscinas públicas, comendo, exercitando, e fazendo outras atividades relacionadas à piscina. Exibiriam todos os sinais ao redor da piscina dizendo coisas como "Aviso de Potencial Violência", "Aviso de Linguagem Forte em uso", "Cautela de Sugestão Sexual", "Cautela de Animação Limitada", "Não Mergulhe", "Sem Crianças", "Aviso de Situações Adultas", e mais. Algumas dessas vinhetas foram narradas por um salva-vidas que falava através de um megafone. Mais notavelmente ele iria gritar "Todas as crianças fora da piscina". O logotipo foi as palavras "Adult Swim" em todas as letras capitais (ou uma versão alternativa do logotipo apresentava o nome do bloco representado em vermelho e um fundo de círculo preto com uma penumbra amarela, que também se tornou o logotipo oficial de 2002 a 2003), mostradas após um quadro congelado da metragem. Algumas vezes eles eram mesmo mostrados em reverso. A música tema original do bloco, intitulada "D-Code," foi uma remixagem de "Mambo Gallego" feito pelo músico de Melbourne, Dust Devil, originalmente tocado pelo músico de jazz latino Tito Puente. Quando os programas eram mostrados na televisão, no canto direito da tela grandes letras vermelhas iriam dizer Adult Swim. Dois meses depois, o letramento foi mudado para letras brancas.
Algumas das vinhetas no bloco incluíam Aquaman Dance Party, que apresentava um desenho animado do Aquaman dançando em frente a uma filmagem de aterro sanitário, Captain Linger, uma série de curtas criada por J. J. Sedelmaier, Watering Hole, uma série de curtas sobre animais conversando em um bar criado por Soup2Nuts, desenhos animados de ação da Hanna-Barbera dos anos 1960 dublados com vozes de crianças, uma série de curtas chamados Not for Air que tinha a fala de personagens de Hanna-Barbera bipados para fazer parecer que os personagens estavam xingando, The New Adventures of The Wonder Twins, What They're Really Thinking, que tinha uma voz para narrar os pensamentos de um personagem de forma cômica, e Brak Puppet Party, um programa de marionetes com personagens clássicos da Hanna-Barbera.
Comerciais estrelando personagens de Aqua Teen Hunger Force, The Brak Show, Space Ghost Coast to Coast, Harvey Birdman, Attorney At Law, e Sealab 2021 começaram a aparecer em marcas como 1-800-CALL-ATT, Nestea, Dr Pepper, Coca-Cola, Dodge Ram, Quizno's Sub, Maximum Hair Dye, Verizon Wireless, e comerciais de filmes para Austin Powers in Goldmember, Kung Pow! Enter the Fist, Eight Legged Freaks, e The Powerpuff Girls Movie. Brak também iria apresentar um segmento chamado Adult Swim News. Devido aos ataques terroristas de 11 de setembro de 2001, os episódios de Harvey Birdman, Attorney at Law, Cowboy Bebop, e Aqua Teen Hunger Force foram adiados. No inverno de 2001 outro CD do Adult Swim foi disponibilizado de graça para qualquer um que comprasse a edição 28 da Hitch Magazine e o mesmo CD chegou com a edição 29.
Quando o bloco de sábado à noite estreou em 23 de fevereiro de 2002, foi conhecido como Adult Swim Action, com vários programas de anime sendo exibidos no bloco de 23h até 02h. Assim, a programação no bloco foi dividida entre Adult Swim Action e Adult Swim Comedy. Adult Swim Comedy era nas noites de domingo e corria das 22h até 01h. Dois dias antes, em 21 de fevereiro, Adult Swim parou de exibir nas noites de quinta. The Rocky and Bullwinkle Show e The Popeye Show tomaram o lugar de Cowboy Bebop para 00h00 e 00h30. Em 15 de junho de 2002, Adult Swim tinha seu primeiro concurso chamado "Adult Swim Happiness Sweepstakes" onde os vencedores poderiam ganhar um ambientador de ar do Master Shake.

Segundo logotipo do Adult Swim, usado de 23 de fevereiro de 2002, até 25 de maio de 2003.

Se tornaria cada vez mais comum para o Adult Swim agir como uma casa para reprises de séries animadas que tinham sido canceladas prematuramente, tais como Home Movies, Baby Blues, Mission Hill, The Oblongs, The Ripping Friends, Futurama, Family Guy, e God, the Devil and Bob, bem como um exaustor de episódios remanescentes de ditos programas que nunca tinham sido exibidos em seus canais originais, como um resultado de seu prematuro cancelamento. O bloco obteve os direitos de transmissão exclusiva na televisão a cabo de Futurama em setembro de 2001 por uns reportados 10 milhões de dólares, e a série foi primeiramente exibida no canal em 12 de janeiro de 2003. Family Guy estreou em 20 de abril daquele ano com o episódio "Brian in Love", e imediatamente se tornou o programa mais popular do bloco, dominando a audiência de tarde da noite em seu período de tempo a competição da televisão paga contra os canais abertos e alavancando as visualizações tanto do bloco, como do Cartoon Network em si, em 239 por cento. Seth MacFarlane tinha anteriormente criado Larry & Steve, um desenho predecessor para Family Guy, que foi exibido no What a Cartoon! Show do Cartoon Network em 1997. MacFarlane também tinha trabalhado em vários programas do Cartoon Network, tais como Johnny Bravo e Dexter's Laboratory.
Na véspera de Ano Novo de 2002, Brak do The Brak Show e Carl Brutananadilewski de Aqua Teen Hunger Force apresentaram um especial de véspera de Ano Novo das 23h até 03h. Esta foi a primeira vez que o Adult Swim foi exibido em uma noite de terça.
A partir de 12 de janeiro de 2003, o Adult Swim foi ao ar cinco noites por semana, de domingo a quinta-feira, das 23h às 1h. As noites de sábado foram eliminadas. Em 9 de fevereiro de 2003, a rede irmã TNT exibiu um evento "Adult Swim All Star Extravaganza" após sua cobertura do NBA All-Star Game de 2003, apresentando exibições de programas do bloco. O evento foi considerado uma "amostra" para promover o bloco para um público mais amplo, com Jim Samples, então gerente geral e vice-presidente executivo do Cartoon Network, comentando que "achamos que se você gosta de Shaq, você vai amar Brak".

### 2003–2012

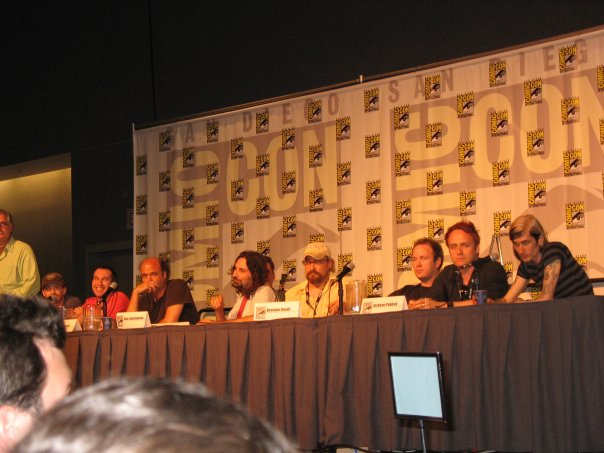
Vários criadores e escritores de séries do Adult Swim na San Diego Comic-Con durante o painel do Adult Swim em 2006. Da esquerda para direita: Keith Crofford, Seth Green, Matthew Senreich, Scott Adsit, Dino Stamatopoulos, Tommy Blacha, Brendon Small, Jackson Publick, e Doc Hammer.

Em 5 de outubro de 2003, o horário do Adult Swim se estabelecia das 23h00 às 5h00. Em 26 de outubro de 2003, o pai de Brak do The Brak Show apresentou vinhetas temáticas de Dia das Bruxas. Naquela mesma noite, o Adult Swim apresentou uma transmissão de webcam ao vivo em seu site, apresentando a equipe do Adult Swim em uma festa. O episódio final da série Big O, "The Show Must Go On", deveria estrear naquela noite às 23h; no entanto, Adult Swim teve que reagendar o episódio para a próxima semana, no domingo, 2 de novembro, tomando o lugar do episódio previamente não exibido de Family Guy, "When You Wish Upon a Weinstein", para ir ao ar em 9 de novembro. Quando Big O estreou em 2 de novembro, um episódio repetido, "Stripes" foi ao ar, mas então Adult Swim disse que era apenas uma piada e eles finalmente exibiram o episódio correto.
Adult Swim teve outro especial de véspera de Ano Novo, desta vez apresentando alguns dos personagens do Adult Swim tendo uma festa na casa de Brak celebrando a noite. Foi nessa noite onde The Brak Show foi oficialmente cancelado. Em 15 de junho de 2004, Adult Swim lançou um serviço de vídeo sob demanda. Em 2004, Adult Swim fez um golpe publicitário estimulando aos telespectadores conseguirem 1,000,000 de pessoas para o site do Adult Swim para que eles pudessem encontrar o "Free Hockey Chicken". Um funcionário estava vestido de galinha em frente a uma webcam sendo assistido pelos telespectadores, e ele não poderia deixar o estúdio até que atingisse seu objetivo. Naquele mesmo ano, o Adult Swim empolgou os espectadores, pedindo-lhes que votassem em quem venceria a luta: um "Tubarão Voador ou um Crocodilo Voador".
No final de 2004, Adult Swim começou um curso na Universidade Estadual de Kent com lições de um professor de cinema Ron Russo, autor do livro "Adult Swim and Comedy". Na noite de Dia das Bruxas em 2004, o ator de Phantasm, Angus Scrimm, apresentou uma maratona de Aqua Teen Hunger Force. Em 2 de novembro de 2004, Adult Swim exibiu uma maratona do episódio de Harvey Birdman, Attorney at Law, "Guitar Control" durante toda a noite, até 05h00. O episódio foi reexibido 24 vezes para celebrar o Dia da Eleição. Em 28 de novembro, o Adult Swim teve uma semana exibindo vinhetas clássicas dos anos anteriores. Em 28 de março de 2005, a Turner Broadcasting System baseada em Atlanta começou a registrar as medições de audiência do Adult Swim separadamente do Cartoon Network para propósitos demográficos. As promoções do Adult Swim são direcionadas a universitários e pessoas na faixa etária dos 20 e 30 anos, constituindo a maioria de seus espectadores. De acordo com um artigo de 1 de setembro de 2004 na revista Promo, representantes viajam para 30 universidades nos EUA para promover a programação do Adult Swim, incluindo a distribuição de pôsteres para dormitórios de estudantes.  Em 17 de abril de 2004, o Adult Swim recuperou as noites de sábado, tornando a sexta-feira a única noite em que o Adult Swim não vai ao ar. Em 28 de março de 2005, o Adult Swim ganhou uma hora extra, agora terminando às 06h. Em 2 de outubro de 2005, o Adult Swim recuperou o horário das 22h aos domingos, continuando a começar às 23h de segundas a quintas e sábados.
Adult Swim teve um papel direto e importante na revitalização de uma popular série animada já mencionada acima, Family Guy. Devido a popularidade da série nas reprises, o bloco exibiu o episódio "When You Wish Upon a Weinstein", um episódio da série que tinha sido banido de exibir na Fox, em 2003. Em 21 de setembro de 2003, Seth MacFarlane foi convidado para dublar uma voz no episódio "Super Trivia" de Aqua Teen Hunger Force. Em 2004, de 26 de julho ao longo de 29 de julho, Adult Swim teve uma semana dedicada para Seth MacFarlane onde ele esteve apresentando uma maratona de Family Guy exibindo episódios selecionados. Em 29 de março de 2004, menos de um ano após começar as reprises no Adult Swim, a Fox anunciou que iria estar renovando Family Guy para uma quarta temporada e revivendo a série do cancelamento. Rapidamente após o anúncio, Samples comentou: "Trazer Family Guy para a programação do Adult Swim em abril passado realmente ajudou a transformar o bloco em um fenômeno cultural para jovens adultos."
Futurama também foi revivido em 2007 pelo Comedy Central por razões similares: audiência impressionante durante a exibição bem como as altas vendas de DVD. Em 2006, a 20th Century Fox fechou um acordo para produzir quatro séries animadas diretamente em vídeo baseadas em Futurama e, em 2009, a série foi revivida em partes normais de meia-hora começando em 2010 no Comedy Central. Em uma entrevista de 2006, o criador de Futurama, Matt Groening afirmou: "Há uma longa e real história de programas de TV incompreendidos e, para crédito da Fox, o estúdio analisou as medições de audiência do Cartoon Network e como o programa está se saindo no exterior, e viu que havia mais dinheiro a ser feito." Antes do Adult Swim perder os direitos das reprises de Futurama, eles exibiram uma maratona que durou a noite toda de 26 a 30 de dezembro de 2007, com as reprises finais sendo exibidas em 31 de dezembro, marcando assim o fim de Futurama no bloco. Na véspera de Ano Novo de 2005, Adult Swim teve uma contagem regressiva para o ano novo apresentando personagens de suas séries. Começando em 27 de março de 2006, a duração do Adult Swim se iniciava às 22h30 nos dias de semana.
Em 2007, o Adult Swim anunciou que iria se expandir para sete noites por semana e começaria a ser exibido às sextas-feiras, a partir de 6 de julho. Em 29 de dezembro de 2008, o Adult Swim mudou seu horário de início para 22h todas as noites, com reprises de King of the Hill sendo transmitidas de hora em hora a partir de 1 de janeiro de 2009. Em 27 de dezembro de 2010, o Adult Swim mudou seu horário de início das 22h para 21h, ampliando a programação diária da rede para nove horas.

#### Temor sobre bombas na cidade de Boston em 2007
Em 31 de janeiro de 2007, o Adult Swim atraiu a atenção da mídia dos EUA como parte do pânico Mooninite de Boston em 2007. Tanto o Departamento de Polícia de Boston e o Departamento de Bombeiros de Boston erroneamente identificaram as placas de LED carregadas por bateria com formatos de The Mooninites, personagens de Aqua Teen Hunger Force, como dispositivos explosivos improvisados. Esses dispositivos eram na verdade parte de uma campanha de marketing de guerrilha para o filme Aqua Teen Hunger Force Colon Movie Film for Theaters. No dia seguinte, as autoridades de Boston prenderam dois homens envolvidos com o incidente. Peter Berdovsky, de 27 anos, (um artista freelance de vídeo de Arlington, Massachusetts), e Sean Stevens, de 28 anos, estavam encarando acusações de colocar um dispositivo de trote para incitar pânico, bem como uma inclusão de conduta desordeira, de acordo com a CNN.
Em 5 de fevereiro, a Turner Broadcasting e marketer Interference, Inc. anunciaram que iriam pagar 2 milhões de dólares em emendas: um milhão para a cidade de Boston, e um milhão em fundos de boa vontade. Quatro dias depois, em 9 de fevereiro, Jim Samples, gerente geral e Vice-Presidente Executivo do Cartoon Network desde 2001, resignou. Turner Broadcasting mais tarde lançou uma desculpa pela campanha publicitária que causou os sustos com bombas. Uma declaração enviada para o The Boston Globe da Turner Broadcasting dizia:
"Os 'pacotes' em questão são luzes magnéticas que não representam perigo. Eles fazem parte de uma campanha de marketing ao ar livre em 10 cidades em apoio ao programa de televisão animado Aqua Teen Hunger Force. Eles estavam no local por duas a três semanas em Boston, Nova Iorque, Los Angeles, Chicago, Houston, Atlanta, Seattle, Portland, Austin, São Francisco, e Filadélfia. A empresa controladora Turner Broadcasting está em contato com as autoridades locais e federais sobre a localização exata dos painéis. Lamentamos que eles tenham sido erroneamente considerados como perigosos."

### 2012–2019

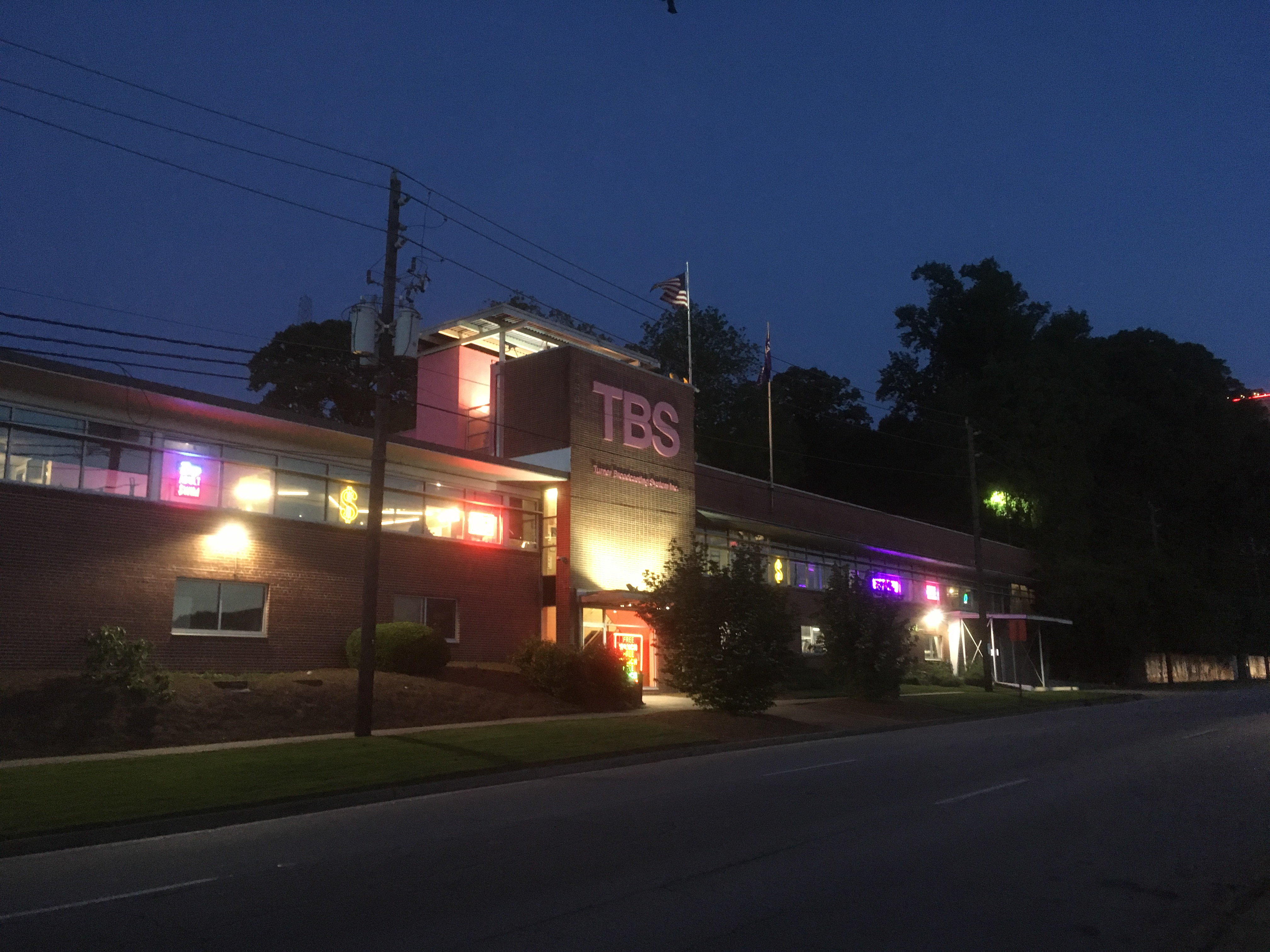
A sede do Adult Swim

Em 1 de abril de 2012, como parte de sua piada anual do Dia da Mentira, Adult Swim reviveu Toonami, o extinto bloco de programação do Cartoon Network que exibia principalmente animes e desenhos animados de ação. Após a recepção positiva, Toonami retornaria em tempo integral como uma reformulação do bloco de ação de sábado à noite do Adult Swim em 26 de maio de 2012. De 11 de novembro a 29 de dezembro de 2013, o Cartoon Network recuperou brevemente o horário das 21h, horário do leste dos EUA, promovendo-o como um horário bônus de "presente", encurtando o Adult Swim de volta para oito horas.
Em 31 de março de 2014, o início do Adult Swim foi mudado para as 20h00, estendendo ainda mais a programação diária do canal para dez horas. De 2015 a 2022, excluindo 2017, o Cartoon Network retomaria o horário das 20h a qualquer momento entre o final de setembro e o final de dezembro, fazendo com que o Adult Swim começasse às 21h novamente.
Em 2015, Adult Swim lançou The Virtual Brainload, a primeira experiência de realidade virtual animada de um canal de televisão.
Em 7 de maio de 2015, foi anunciado que o Adult Swim tinha encomendado um piloto sem título para o grupo Million Dollar Extreme descrito como um "programa de esquete em um mundo de pesadelo pós-apocalíptico quase atual". Baseado naquele episódio piloto, foi anunciado em 3 de março de 2016, que poderia se transformar em série com o grupo apresentando com o adicional subtítulo World Peace, com a primeira temporada consistindo de seis episódios sob o formato de episódio de onze minutos tradicional do Adult Swim. Enquanto a série predominantemente não lidava com temas políticos, a conta do Twitter de Sam Hyde incluia referências políticas que haviam sido caracterizados como alt-right. O colunista do BuzzFeed News, Joseph Bernstein, escreveu que uma fonte lhe disse que o departamento de padrões do Adult Swim descobriram e removeram repetidamente mensagens racistas codificadas, incluindo suásticas escondidas. Fontes adicionais no Adult Swim alegaram ter registrado reclamações internas sobre apitos de cachorro no programa e assédio de Hyde e seus fãs. O criador da série do Adult Swim, Brett Gelman, condenou o programa como "um instrumento de ódio". Adult Swim anunciou em 5 de dezembro de 2016 que poderia não ser renovada para uma segunda temporada. Quando perguntado sobre o cancelamento, Hyde afirmou que os executivos do Adult Swim haviam expressado o interesse em continuar a série para uma segunda temporada, mas a Turner Broadcasting ultimamente decidiu cancelar a série.
Em 28 de setembro de 2017, Pete Smith, produtor de longa data do estúdio e cocriador de The Brak Show, aposentou-se da empresa. Naquela noite, Adult Swim comemorou sua carreira com uma maratona de Bob's Burgers (composta por episódios que sua filha, Nora Smith, escreveu) e The Brak Show, com comerciais e anúncios feitos por Pete Smith indo ao ar nos intervalos. Este se tornou um evento anual, com duração de 10 horas de 2017 a 2020 e 2 horas de 2021 em diante. Os eventos seguintes também adicionaram curtas recém produzidos, intersticiais do Cartoon Planet para os quais Pete escreveu, e episódios de Squidbillies onde Smith interpretou o personagem Boyd.
Adult Swim começou a perder os direitos de distribuição de várias séries animadas da 20th Television em 2018; Comedy Central adquiriu os direitos de transmissão para King of the Hill e The Cleveland Show naquele ano. Em 8 de abril de 2019, foi anunciado que FXX iria adquirir os direitos para a temporada 16 e além de Family Guy (compartilhando esses direitos com os canais irmãos Freeform e FX) e a temporada 9 e além de Bob's Burgers, com os direitos para as temporadas atualmente exibidas no Adult Swim e com a TBS sendo transferidas para os canais de propriedade da Disney. Family Guy saiu em 18 de setembro de 2021, com Bob's Burgers inicialmente planejado para seguir em 2023; o acordo foi ajustado em 2023 para que o Adult Swim e FXX (mas não a TBS) compartilhassem o programa, com as temporadas posteriores aparecendo pela primeira vez em 2 de outubro de 2023. American Dad!, que tem sido uma série original da TBS desde 2014, deve permanecer.
Em 4 de março de 2019, AT&T anunciou uma expressiva reorganização da divisão Turner Broadcasting da WarnerMedia, qual envolve Cartoon Network, Adult Swim, Boomerang, e Turner Classic Movies sendo transferidos para Warner Bros. Entertainment sob uma nova divisão chamada Crianças, Jovens Adultos, e Clássicos. Embora AT&T não tivesse especificado qualquer calendário para as mudanças tomarem efeito, WarnerMedia tinha começado a remover todas as referências da Turner em comunicações corporativas e comunicados de imprensa, referindo para aqueles canais da unidade como "divisões da WarnerMedia".

### 2019–presente
Em dezembro de 2019, Mike Lazzo se aposentou da empresa, o que foi anunciado por uma vinheta que foi ao ar no canal naquele mês. Em 29 de abril de 2020, Michael Ouweleen, anteriormente diretor de marketing do Cartoon Network, Adult Swim e Boomerang e co-criador de Harvey Birdman, Attorney at Law, foi nomeado presidente do Adult Swim, uma nova posição que confere a Ouweleen responsabilidade por todos os aspectos do canal e suas propriedades. Adult Swim enfrentou demissões em novembro de 2020, resultando no fechamento do desenvolvedor do Pocket Mortys, Big Pixel Studios, e no cancelamento de todas as séries de transmissão ao vivo online do Adult Swim. Keith Crofford se aposentou da empresa em dezembro de 2020, o que foi visto em duas vinhetas apresentando a Almôndega do Aqua Teen Hunger Force e Seth Green e Matthew Senreich do Robot Chicken. Em 23 de abril de 2021, a WarnerMedia anunciou que o Adult Swim se uniria com as equipes de desenvolvimento de animação para adultos da HBO Max, sob a liderança de Suzanna Makkos.
Family Guy deixou o Adult Swim em 18 de setembro de 2021, após um longo período de 18 anos. O bloco comemorou a ocasião com um comercial especial apresentando vários personagens do Adult Swim se despedindo da família Griffin. De 18 de outubro de 2021 em diante, Adult Swim começou a transmitir determinados programas em formato compactado, acelerando os programas para acomodar intervalos de tempo adicionais para vendas de publicidade e créditos de exibição em formato de tela dividida, semelhante à rede irmã TBS; a tática de créditos em tela dividida cessou em 2024. A rede readquiriu os direitos de King of the Hill e Futurama em 22 de novembro de 2021 e 27 de dezembro de 2021, respectivamente, com ambos os programas continuando a ir ao ar na FXX e, no caso de Futurama também exibido no Comedy Central.
Em maio de 2022, após o desinvestimento da WarnerMedia pela AT&T e a fusão com a Discovery Inc. para formar a Warner Bros. Discovery, a divisão Global Kids, Young Adults and Classics da Warner Bros. foi dissolvida. Adult Swim foi transferido para a Warner Bros. Discovery Networks, enquanto Williams Street foi transferido para a Warner Bros. Television. Michael Ouweleen ainda supervisiona ambas as unidades, ao mesmo tempo que supervisiona o Cartoon Network, o Boomerang e o Discovery Family. Vários programas do Adult Swim, incluindo Tigtone, e Lazor Wulf, foram removidos do site do Adult Swim e da HBO Max naquele ano como parte de grandes movimentos de corte de custos no WBD. Algumas outras séries, como Final Space, foram contabilizadas como prejuízo para fins fiscais e retiradas das lojas digitais. Em 24 de janeiro de 2023, foi anunciado que Adult Swim havia rompido relações com o co-criador de Rick and Morty, Justin Roiland, depois que ele foi acusado de crime de violência doméstica. A produção do programa continuou, com Ian Cardoni e Harry Belden escalados como Rick e Morty, respectivamente.
Em 1 de maio de 2023, o horário de início do Adult Swim mudou para 19h nos dias de semana e sábados, ampliando o bloco para onze horas. Os dados de classificação revelaram que 68% da audiência geral do Cartoon Network entre 18h e 20h eram maiores de 18 anos, justificando assim uma nova expansão do bloco. As primeiras duas semanas da nova programação—que foi ancorada pela estreia de Unicorn: Warriors Eternal—trouxeram à hora um aumento de 24% na audiência geral e um aumento de 38% entre os espectadores de 18 a 34 anos.
Em 17 de maio de 2023, Kathleen Finch, CCO do Warner Bros. Discovery US Networks Group, anunciou que uma nova expansão para o horário das 18h iria ocorrer no final do ano. A mudança foi anunciada oficialmente em 7 de junho de 2023 e entrou em vigor em 28 de agosto de 2023: nos dias de semana, o horário contaria com o novo bloco Checkered Past—que traz reprises de séries clássicas originais do Cartoon Network. Posteriormente, foi anunciado em 8 de agosto de 2023 que o Adult Swim começaria às 17h, expandindo o bloco para 13 horas. ACME Night, um bloco de filmes de domingo à noite, mudou do Cartoon Network para o Adult Swim após a expansão, começando uma hora antes às 17h. Os direitos do Adult Swim às primeiras oito temporadas de Bob's Burgers deveriam expirar no final de 2023, embora isso não tenha acontecido. Em vez disso, foi feito um acordo para Adult Swim e FXX compartilharem o show, com temporadas posteriores anteriormente exclusivas da FXX aparecendo pela primeira vez em 2 de outubro de 2023.
Em 17 de maio de 2024, Adult Swim anunciou outro novo bloco, Toonami Rewind, consistindo em animes clássicos como Sailor Moon, Dragon Ball Z Kai, e Naruto, usando a marca Toonami retrógrada. O bloco foi lançado em 31 de maio de 2024, substituindo Checkered Past às sextas-feiras. Nenhuma outra série foi adicionada, e Toonami Rewind finalmente terminou em 27 de dezembro de 2024, com Checkered Past, reduzido para uma hora, recuperando as sextas-feiras. ACME Night terminou dois dias depois.
Em 3 de dezembro de 2024, o Adult Swim anunciou que havia readquirido os direitos de Family Guy, que retornou à rede em 1 de janeiro de 2025 com uma maratona de três dias. A rede tem direitos não exclusivos, compartilhando a série com a Fox, FXX, FX, Freeform, e Comedy Central, que por sua vez havia adquirido os direitos em setembro de 2024. A emissora irmã TBS encerrou sua exibição de American Dad! em 24 de março de 2025, com a série voltando para a Fox para temporadas posteriores; Adult Swim, TBS, e TruTV mantêm os direitos de distribuição até 2030. Checkered Past seria descontinuado em 27 de junho de 2025, com o horário das 17h indo para novas reprises da programação da 20th Television Animation.

## Eventos especiais

### Homenagens especiais
O Adult Swim ocasionalmente exibe vinhetas que prestam homenagem à morte recente de uma celebridade. Essas vinhetas não têm música ou efeitos sonoros, mas apenas uma transição, mostrando o nome da pessoa, ano de nascimento e ano de morte, seguido de uma nova transição. Isso foi feito para muitas pessoas ao longo dos anos, incluindo celebridades como Steve Jobs, Kobe Bryant, Chadwick Boseman, e MF Doom, e o elenco e equipe do Adult Swim, como Harry Goz. Algumas vinhetas de homenagem foram feitas de brincadeira, como uma zombando do declínio da qualidade de Game of Thrones em 2017, uma marcando a vida útil dos NFTs como 2021-2021 e uma para Sherman Hemsley feita em 2014, 2 anos completos após sua morte (adicionando, "Desculpe, acabamos de saber. Isto é terrível").
Após a morte do animador e voz original de Space Ghost Coast to Coast, C. Martin Croker, em 17 de setembro de 2016, Adult Swim prestou homenagem a ele na noite seguinte, reproduzindo o primeiro episódio produzido do show ("Elevador") com vinhetas de tributo no final da reprise. Toonami também prestou homenagem a Croker no sábado seguinte, com T.O.M. e S.A.R.A. dizendo adeus ao ex-apresentador Moltar (voz original de Croker) em uma introdução especial.
Após a morte de Norm Macdonald em 14 de setembro de 2021, Adult Swim exibiu uma hora de Mike Tyson Mysteries (no qual ele dublou Pigeon) nos dias 14 e 15. Homenagens semelhantes em que o canal exibiu reprises especiais também ocorreram para celebridades tais como Gilbert Gottfried, Akira Toriyama, e Paul Reubens.
Quando o dublador de Space Ghost, George Lowe, faleceu em 2 de março de 2025, o Adult Swim programou várias reprises de Space Ghost Coast to Coast para as duas semanas seguintes, incluindo uma maratona em 6 de março. O Adult Swim também exibiu um vídeo em homenagem e publicou cenas dele no YouTube, enquanto o Checkered Past exibiu mais Cartoon Planet do que o programado anteriormente.

### Especiais de Dia da Mentira

A altamente promovida exibição de 1 de abril de 2007 de Aqua Teen Hunger Force Colon Movie Film for Theaters no Adult Swim silenciada e apresentada em uma pequena tela picture-in-picture no canto inferior esquerdo durante uma simultânea exibição do episódio de Family Guy, "Peter's Two Dads", enquanto um grande e barulhento gráfico na tela do Master Shake promove a exibição do filme.

Desde 2004, Adult Swim tem uma tradição anual de celebrar o Dia da Mentira por brincar e enganar sua audiência por alterar programas ou exibir diferentes e obscuros programas. As pegadinhas geralmente começam à 00h do dia 1.º de abril, tecnicamente considerada parte da programação de 31 de março, raramente com uma pegadinha adicional na programação de 1.º de abril. Desde o seu lançamento em 2019, as pegadinhas anuais foram transmitidas simultaneamente no canal Adult Swim no Canadá. Desde 2021, as pegadinhas também foram transmitidas no YouTube do Adult Swim.
- Começando em 2004, todos os episódios regularmente programados foram exibidos com bigodes aleatórios desenhados nos personagens; entretanto, os episódios da próxima noite foram exibidos novamente desta vez sem os bigodes aleatórios.[172]
- Em 2005, Adult Swim exibiu uma inicial, versão não terminada do piloto de Squidbillies, em vez de Robot Chicken. Bem após o brusco corte, foi anunciado que a série animada iria estrear mais tarde em outubro de 2005.[173]
- Em 2006, Adult Swim exibiu velhas reprises de Mr. T, Karate Kommandos, e Boo Boo Runs Wild em vez da programação de anime programada, enquanto também foram ao ar episódios de Fullmetal Alchemist e Ghost in the Shell: Stand Alone Complex com barulhos de peidos adicionados para o diálogo.[174]
- Em 31 de março de 2007, Adult Swim exibiu todos os seis episódios de Perfect Hair Forever que existiam na época, junto com um novo episódio, na ordem inversa e editados para parecer que estavam sendo reproduzidos a partir de fitas de vídeo degradadas com fansubs mal feitos (contendo inglês gramaticalmente incorreto ou diálogos de programas completamente diferentes tais como Aqua Teen Hunger Force).[175]
- Em 1 de abril de 2007, Adult Swim promoveu uma estreia na televisão de Aqua Teen Hunger Force Colon Movie Film for Theatres antes de seu lançamento nos cinemas que ocorreu 9 a 12 dias depois, mas exibiu apenas os primeiros dois minutos (que estavam disponíveis há muito tempo no site oficial do filme) antes de minimizá-lo em uma exibição comicamente pequena picture-in-picture em uma programação vinculada regularmente.[176]
- Em 2008, em vez de exibir uma reprise programada do filme de ATHF, Adult Swim exibiu uma noite de rápidas prévias inacabadas, pilotos e furtivas estreias de futuros shows em chegada no lugar de sua regularmente programada programação, apresentando Fat Guy Stuck in Internet, The Venture Bros., Delocated, Superjail!, Young Person's Guide to History, Metalocalypse, Robot Chicken, e Moral Orel.[174] Algumas dessas estreias incluíram segmentos introdutórios hospedados por Robert Osborne, Turner Classic Movies.[177] O bloco de repetição exibiu o programado filme de ATHF, com vinhetas provocando o visualizador sobre perder a pegadinha.[178]
- Em 2009, Adult Swim exibiu The Room, um filme independente de 2003 que foi considerado um clássico cult, com cenas de sexo obscurecidas com caixas pretas e com uma classificação de 14 anos. Aquilo foi seguido pelo episódio de Tim and Eric Awesome Show, Great Job!, "Tommy", qual apresentou a estrela e diretor do filme Tommy Wiseau.
- Em 2010, Adult Swim reexibiu The Room por um segundo ano em um consecutivo, com vinhetas apresentando Tommy Wiseau sendo entrevistado no Space Ghost Coast to Coast. Cenas de sexo permaneceram censuradas, mas a classificação parental foi aumentada para TV-MA.
- Em 2011, The Room foi exibido uma vez mais com a classificação TV-MA e foi seguido por um especial de 15 minutos intitulado Earth Ghost, uma versão CGI do piloto Lowe Country mostrado no Adult Swim Video em 2007.
- Em 2012, Adult Swim substituiu seu lineup com Toonami, uma anterior bloco de programação do Cartoon Network. Após primeiro exibir a sequência de abertura de The Room, a cena comutou para o anfitrião do Toonami, T.O.M. notando que isso era o Dia da Mentira antes de introduzir o episódio programado daquela semana de Bleach. As vinhetas e programação do Toonami iriam continuar ao longo da noite, apresentando Dragon Ball Z, Mobile Suit Gundam Wing, Tenchi Muyo!, Outlaw Star, The Big O temporada 1, Yu Yu Hakusho, Blue Submarine No. 6, Trigun, a versão original de Astro Boy, e Gigantor. T.O.M. também apresentou um review de Mass Efect 3 e promoveu os recentes lançamentos de DVD das séries apresentadas. Subsequentemente, em 16 de maio de 2012, Adult Swim anunciou via Twitter e mais tarde por uma press release que Toonami iria retornar para o Adult Swim em 26 de maio de 2012, como um semanalmente regular bloco de programação de noite de sábado.[179][180]
- Em 2013, o Adult Swim apresentou imagens de gatos em grande parte de sua programação. Todos os comerciais continham vídeos e imagens de gatos, enquanto os episódios dos programas live-action exibidos naquela noite tinham rostos de gatos cobrindo os rostos dos atores. O logotipo [adult swim] foi substituído por "[meow meow]".[181]
- Em 2014, Adult Swim estreou o oitavo e nono episódio de duas partes de Perfect Hair Forever, exatamente sete anos após o final da segunda série durante a piada do Dia da Mentira de 2007 e nove anos após o final da primeira série em 2005. Isso foi seguido por uma maratona não anunciada de Space Ghost Coast to Coast apresentando episódios escolhidos pelo criador (incluindo a versão completa de "Fire Ant", que raramente foi ao ar na TV). Durante a maratona, foram incluídos comerciais entre os episódios mostrando cenas cortadas e comentários dos roteiristas e da equipe.[182] A piada foi transmitida continuamente no site do Adult Swim no dia seguinte.
- Em 2015, Adult Swim exibiu uma maratona de 6 horas de Aqua Teen Hunger Force, com moedas sobrepostas na tela, replicando o jogo "Coin Hunt" do programa de transmissão ao vivo online FishCenter do Adult Swim. Os personagens principais da série acumulavam pontos pairando sobre as moedas durante os episódios, com os pontos contados e tabulados ao longo da noite.[183] Master Shake foi finalmente declarado o vencedor.[184] FishCenter foi transmitido ao vivo durante todo o evento, apresentando os convidados especiais Trixie Mattel, Zach White, uma apresentação de guitarra de Jared Hill e várias ligações confusas.
- Em 2016, foram exibidos anúncios para a transmissão do Primeiro de Abril, recapitulando sua história de 12 anos de piadas e divulgando a piada daquele ano.[173] Quando chegou a meia-noite, a programação regular foi reproduzida, com a implicação de que a piada de 2016 era que não houve piada. A vinheta continuou até a meia-noite de 1 de abril, alegando repetidamente que a pegadinha seria a próxima.
- Na noite de transmissão de 31 de março de 2017, todos os episódios programados regularmente após a meia-noite tinham uma mistura de áudio estranha, incluindo faixas de risadas adicionadas, sons de Seinfeld, filtros robóticos e de mudança de tom adicionados a vozes específicas, vários efeitos sonoros e peças musicais alternativas.[185]
- Em 1 de abril de 2017, a parte noturna de Adult Swim foi substituída pela estreia não anunciada da terceira temporada de Rick and Morty, "The Rickshank Rickdemption". Foi ao ar repetidamente a partir das 20h até meia-noite na televisão, encurtando o Toonami no processo, e transmitido em continuidade no site do Adult Swim. Novas vinhetas comissionadas de Rick and Morty e anúncios promocionais para os próximos programas e temporadas foram transmitidos durante a pegadinha. O episódio então se repetiu todas as noites às 22h até 7 de abril.[186]
- Na noite da transmissão de 31 de março de 2018, Toonami exibiu seu anime depois da meia-noite em japonês com legendas em inglês, quebrando a política do bloco de reproduzir apenas anime dublado. O anime legendado incluiu a estreia furtiva de FLCL Alternative, o filme Mind Game de 2004 e a maior parte da programação agendada de Toonami para aquela noite. Os curtos Scavengers finalizaram o bloco às 5h45. O bloco exibiu pára-choques especiais com T.O.M. e S.A.R.A. e uma análise do jogo Nier: Automata, todos dublados em japonês com legendas em inglês. O logotipo do Adult Swim também foi alterado para japonês (estilizado como [アダルトスイム]). A programação originalmente programada e afetada pela pegadinha foi ao ar normalmente na semana seguinte.[187]
- Em 1 de abril de 2018, Adult Swim exibiu uma paródia animada de Rick and Morty intitulada "Bushworld Adventures", criada por Michael Cusack, às 23h, em vez de Rick and Morty e Mike Tyson Mysteries.[188] É sobre Rick e Morty na Austrália em aventuras selvagens em busca do cubo verde que foi deixado em Bendigo. Todas as vinhetas com tema natural do Adult Swim que foram ao ar durante a hora tinham tema australiano, e uma vinheta para Ballmastrz: 9009 contou com um locutor australiano. O curta também foi transmitido em sequência no site do Adult Swim.
- Em 2019, Adult Swim exibiu Gēmusetto Machu Picchu, uma paródia de anime que durava continuamente da meia-noite às 5h45. Foi transmitido simultaneamente na televisão e na transmissão ao vivo online do Adult Swim, com perguntas e respostas ao vivo com o criador Maxime Simonet indo ao ar após o programa na transmissão ao vivo. O especial foi transmitido simultaneamente no Action no Canadá como o penúltimo programa antes de seu relançamento como um novo canal Adult Swim 24 horas por dia, 7 dias por semana, às 6h.[189]
- Em 2020, o Adult Swim exibiu "Post's Game", uma noite de prévia da programação apresentada por Post Malone e amigos, jogando jogos casuais durante a transmissão. A pegadinha começou com uma provocação para uma nova temporada de Gēmusetto (que estreou no final do ano), apenas para ser interrompida por Malone. Novos episódios de Primal, Dream Corp LLC, Tigtone, The Shivering Truth, Robot Chicken, Lazor Wulf, 12oz. Mouse e Tender Touches foram ao ar. As estreias das séries YOLO: Crystal Fantasy e JJ Villard's Fairy Tales também foram exibidas, junto com o piloto de Smiling Friends, um curta de Rick and Morty do Studio Deen e um novo trailer da segunda metade da temporada 4 de Rick and Morty. Malone fez participações especiais silenciosas em cada programa (além de Primal e Smiling Friends) via tela verde.[190] Smiling Friends foi rapidamente carregado no site devido à demanda popular e foi escolhido para uma série completa um ano depois.[191] FishCenter foi transmitido ao vivo durante o evento no site, atendendo ligações dos telespectadores.
- Em 2021, Adult Swim passou a ser "Adult Swim Junior",[192] exibindo versões do episódio "Total Rickall" de Rick and Morty (renomeado Rick and Morty Babies) e do episódio de Aqua Teen Hunger Force, "Revenge of the Mooninites" (renomeado Aqua Child Hunger Force) que foi dublado por crianças com roteiros editados para fazer apropriados à idade; as promoções veiculadas durante o evento apresentavam outros programas do Adult Swim sendo "adequados para toda a família".[192][193]
- Em 2022, Pibby e Bun Bun, os personagens principais do curta-metragem de prova de conceito Come and Learn with Pibby, apareceram na programação e nos comerciais do Adult Swim da meia-noite às 2h, ocasionalmente tendo personagens e o ambiente visualmente corrompidos.[194] A pegadinha se repetiu das 3h00 às 5h00, e o Adult Swim posteriormente postou uma compilação de todas as corrupções cometidas na pegadinha da noite.[195] Uma música relacionada a Pibby tocou na saída da rede às 5h59.[196] A HBO Max adicionou o curta e tematizou o centro do Adult Swim em torno da pegadinha da semana seguinte. Mais tarde, Pibby não recebeu sinal verde para uma série de televisão completa.[197] A série foi confirmada pelo escritor e dublador Greg Nix para ser totalmente descartada em 27 de junho de 2024.[198]
- Em 2023, Adult Swim anunciou que o bloco seria assumido por uma IA, seguido por um pequeno clipe de um episódio de Smiling Friends reanimado por meio de inteligência artificial generativa. Foi rapidamente cortado devido à sua estranheza, apenas para o canal perder o "controle remoto" e iniciar o "avanço rápido", mostrando prévias da nova série Royal Crackers e das próximas temporadas de The Eric Andre Show e Teenage Euthanasia. O canal então "retrocedeu" para a exibição do episódio "Fire Ant" do Space Ghost Coast to Coast. À 01h, Adult Swim exibiu os curtas de Infomercials, Unedited Footage of a Bear e Broomshakalaka! como "[as-]" ("Adult Swim Menos"; "todos os comerciais que você adora, menos todos os programas irritantes"). Posteriormente, para fornecer "algo meditativo" como um pedido de desculpas pelos 90 minutos anteriores, meia hora de filmagem de um trem viajando pela Noruega foi ao ar sob o título Ambient Swim.[199]
- Em 2024, uma semana antes da piads, o Adult Swim promoveu a temporada 2 de Smiling Friends com estreia em 31 de março à meia-noite, com vários promos online incluindo uma aparição adulterada no exterior da Sphere em Las Vegas. Quando chegou a meia-noite, Adult Swim exibiu vários episódios da temporada 1 refeitos com fantoches: "Mr. Frog" foi refeito com fantoches no estilo Muppet, "Shrimp's Odyssey" foi refeito com fantoches de meia e humanos em live-action, e "Charlie Dies and Doesn't Come Back" foi refeito com bonecos de papel machê.[200] O primeiro episódio da temporada 2, "Gwimbly: Definitive Remastered Enhanced Extended Edition DX 4K (Anniversary Director's Cut)", seguiu-se, com um anúncio de que o resto da temporada 2 estrearia a partir de 12 de maio. Os episódios foram reproduzidos em ordem inversa na hora seguinte.
- Em 2025, o Adult Swim apresentou Portal People,[201] um especial que consiste em momentos clássicos de Rick and Morty reimaginados como peças teatrais de vários gêneros, incluindo musicais, balé e mímica. Um clipe de pré-estreia da oitava temporada foi lançado em seguida.

### Jogos de realidade alternativa

Imagem de parte da transmissão ARG que foi exibida em 27 de agosto de 2017. Todas as transmissões subsequentes têm seguido o mesmo formato básico.

Adult Swim iniciou uma campanha ARG em 27 de agosto de 2017, exibindo uma vinheta de "transmissão" enigmática durante um novo episódio de Rick and Morty. A vinheta encaminhou os espectadores para uma conta no Twitter. Os jogadores foram informados de que estavam tentando resgatar uma IA roubada chamada Delilah. Os solavancos semanais forneciam quebra-cabeças a serem resolvidos pelos telespectadores com soluções enviadas via Twitter. As soluções foram então confirmadas pela conta do Twitter e pelas vinhetas subsequentes. Mais tarde no jogo, Delilah foi forçada a se autodestruir para evitar uma violação de segurança. A conta do Twitter então se renomeou como uma empresa de marketing e afirmou que todo o jogo era um experimento. Logo depois disso, uma nova conta no Twitter seguiu todos os seguidores existentes da conta anterior. Este novo relato informou a todos que eles estavam procurando por sua irmã desaparecida, chamada Amelia. As vinhetas de transmissão começaram então a encaminhar os espectadores para esta nova conta do Twitter, bem como para várias novas contas do Instagram, continuando a fornecer quebra-cabeças que exigiam resolução. Alguns jogadores usaram o Discord para trabalhar juntos como uma equipe em um servidor dedicado para resolver os quebra-cabeças e compartilhar teorias sobre o jogo. O ARG tem transmitido consistentemente novas mensagens e quebra-cabeças todos os domingos desde a transmissão inicial de agosto de 2017, com apenas um pequeno hiato durante o feriado de 2017. Em 25 de março de 2018, foi revelado que Amelia estava segura e já fazia algum tempo. Os jogadores aprenderam que as mensagens de Amelia pedindo ajuda foram, na verdade, enviadas 3 anos antes e que o atraso no recebimento foi causado pela dilatação do tempo. Esta revelação completou efetivamente o segundo capítulo do ARG, e aludiu também à próxima fase, que começou em junho de 2018. As narrativas a seguir exploraram as intrincadas conexões entre Delilah, Amelia e o personagem recém-apresentado, Tristan, revelando camadas de intriga corporativa e pessoal envolvendo Proto-X e a organização sombria conhecida como Sinistra MGMT.

## Programação
Os programas originais atualmente em produção e vistos no Adult Swim incluem Aqua Teen Hunger Force, Off the Air, Rick and Morty, Smiling Friends, e My Adventures with Superman. O Adult Swim é bem conhecido por sua programação inaugural, que eram principalmente paródias e remakes baseados em propriedades da Hanna-Barbera (incluindo Space Ghost Coast to Coast, Harvey Birdman, Attorney at Law, The Brak Show, e Sealab 2021), bem como por sucessos posteriores, incluindo Rick and Morty, Robot Chicken, e The Boondocks.
Adult Swim também exibe programas sindicados da 20th Television (Bob's Burgers, Family Guy, Futurama, King of the Hill) e da Corus Entertainment (Psi Cops), séries originais produzidas para TBS e Max (American Dad! e Ten Year Old Tom respectivamente), e tem adquirido e coproduzido várias séries de anime. Via Adult Swim, o Cartoon Network é um dos poucos canais dos EUA a transmitir anime, com Disney XD e AXS TV (através do bloco Anime.com Hour) sendo os outros únicos.

### Toonami

Logotipo do Toonami desde julho de 2025

Atualmente, a maioria dos animes e programas de ação vão ao ar nas noites de sábado como parte do Toonami, um antigo bloco de programação do Cartoon Network que foi relançado pelo Adult Swim em 26 de maio de 2012, como um "bloco dentro de um bloco". Assim como na versão do Cartoon Network, o bloco é apresentado pelo robô TOM (dublado por Steve Blum) e pela matriz de IA SARA (dublada por Dana Swanson), com vários "Eventos de Imersão Total" apresentando mudanças no cenário do bloco e na aparência dos apresentadores. Os programas do Cartoon Network que conquistaram seguidores entre os telespectadores mais velhos também foram ao ar no Toonami; em particular, Samurai Jack provou ser popular o suficiente em reprises para justificar um renascimento em 2017.
Antes do renascimento do Toonami, o Adult Swim transmitia programação de anime sob o nome Adult Swim Action (também conhecido como AcTN), e transmitia anime durante a semana e aos sábados, antes de relegar a programação de anime exclusivamente aos sábados em 2009.
Programações de anime mais antigas foram ao ar brevemente como parte do Toonami Rewind, um bloco de sexta-feira à tarde que foi lançado em 31 de maio de 2024 e terminou no final do ano em 27 de dezembro. Os únicos três programas em destaque do bloco foram reabsorvidos no bloco regular do Toonami em janeiro de 2025.

### ACME Night
ACME Night, com tema inspirado nos desenhos animados Wile E. Coyote e Road Runner do Looney Tunes, foi um bloco de filmes de domingo à tarde que estreou originalmente como um bloco do Cartoon Network em 19 de setembro de 2021, antes de passar para o Adult Swim em 3 de setembro de 2023 e terminar em 29 de dezembro de 2024. Embora fosse um bloco do Cartoon Network, o ACME Night tinha como objetivo produzir programação e filmes originais para o público familiar. No final das contas, apenas uma série estreou, o game show Harry Potter: Hogwarts Tournament of Houses (que também foi transmitido simultaneamente pela TBS).
Após a fusão da Warner Bros. Discovery, vários programas e filmes planejados foram descartados ou transferidos para outras redes e serviços, incluindo Unicorn: Warriors Eternal, que foi transferido para o Adult Swim, Batman: Caped Crusader e Merry Little Batman, que foram transferidos para o Prime Video, e The Day the Earth Blew Up: A Looney Tunes Movie, que foi lançado nos cinemas. O bloco de domingo à noite exibia principalmente filmes adquiridos, incluindo filmes classificados como PG-13, o que era incomum para o Cartoon Network. A programação da TBS, TruTV, e Adult Swim era frequentemente usada como preenchimento de tempo após o filme. Enquanto no Cartoon Network, o bloco funcionava das 18h00 às 21h00, embora após a mudança para o Adult Swim começasse às 17h00 e terminasse quando o filme acabasse.

### Checkered Past
Um bloco focado em nostalgia, Checkered Past, foi lançado em 28 de agosto de 2023. Ele transmite séries originais mais antigas do Cartoon Network, dos anos 1990 e 2000, incluindo aquelas pertencentes à marca Cartoon Cartoons. O nome do bloco é uma referência ao icônico tema de tabuleiro de xadrez do Cartoon Network usado desde seu lançamento em 1992. O bloco de duas horas foi lançado em 28 de agosto de 2023, marcando a expansão do Adult Swim para o horário noturno, e originalmente funcionava de segunda a sexta, das 17h às 19h. O bloco foi reduzido para 17h às 18h em 30 de dezembro de 2024, antes de ser descontinuado definitivamente em 27 de junho de 2025. No entanto, o bloco continua a funcionar na América Latina.
Em julho de 2024, Andy Merrill anunciou que uma versão fantoche do personagem Brak, do Space Ghost, que apareceu no Checkered Past no final de 2024 durante as reprises de Cartoon Planet. Checkered Past também vai ao ar na versão latino-americana do Adult Swim, que foi lançada em 31 de outubro de 2023.

#### Programação
| Título                                     | Data de estreia        | Data final              |
| ------------------------------------------ | ---------------------- | ----------------------- |
| Courage the Cowardly Dog                   | 28 de agosto de 2023   | 27 de junho de 2025     |
| Dexter's Laboratory                        | 28 de agosto de 2023   | 3 de março de 2025      |
| Ed, Edd n Eddy                             | 28 de agosto de 2023   | 20 de junho de 2025     |
| The Grim Adventures of Billy & Mandy       | 28 de agosto de 2023   | 27 de junho de 2025     |
| Grim & Evil                                | 2 de outubro de 2023   | 2 de outubro de 2023    |
| Cow and Chicken                            | 1 de dezembro de 2023  | 19 de dezembro de 2024  |
| I Am Weasel                                | 1 de dezembro de 2023  | 9 de fevereiro de 2024  |
| Evil Con Carne                             | 1 de dezembro de 2023  | 19 de dezembro de 2024  |
| Samurai Jack                               | 10 de maio de 2024     | 30 de maio de 2024      |
| What a Cartoon! / The Cartoon Cartoon Show | 29 de julho de 2024    | 21 de fevereiro de 2025 |
| Johnny Bravo                               | 29 de julho de 2024    | 20 de fevereiro de 2025 |
| Cartoon Planet                             | 16 de setembro de 2024 | 9 de maio de 2025       |

## Merchandise e ofertas de mídia

### Website oficial
O website oficial do Adult Swim apresenta episódios completos de shows, transmissões online e podcasts, streaming de música,  histórias em quadrinhos, um cronograma de programação, e sua seção dedicada para o seu bloco de programação Toonami.
Anteriormente, contas de usuários podiam ser criadas no site, inicialmente para os painéis de mensagens do site, lançado em maio de 2003 e encerrado em outubro de 2016. Em 2018, a única funcionalidade principal restante para contas de usuário era a criação de perfis e a participação em salas de chat de transmissão ao vivo. As contas dos usuários foram desativadas permanentemente em janeiro de 2021, após a remoção da função de chat.
Uma loja estava disponível no site, embora inicialmente apenas através da loja principal do Cartoon Network de 2001 a 2004. A loja posteriormente se desmembrou em seu próprio site, o Adult Swim Shop, em 2004, e funcionou até 2012. Outra loja, As Seen on Adult Swim, lançado em 2013 e vendeu apenas um item por vez até 2017, quando um programa semelhante ao QVC foi lançado com o mesmo nome nas transmissões do Adult Swim. O site foi encerrado posteriormente em janeiro de 2021, após o final da série em novembro.

### Vídeo sob demanda e streaming
Em meados de 2004, Adult Swim lançou um serviço de vídeo sob demanda em provedores de televisão por assinatura. O serviço inclui vários episódios de várias séries originais do Adult Swim, séries distribuídas e anime licenciado para Toonami. A série de anime s-CRY-ed estreou inicialmente sob demanda antes de estrear no bloco regular em maio de 2005. O serviço de vídeo sob demanda foi adicionado à DirecTV em outubro de 2007, no canal 1886.
Em agosto de 2011, o Adult Swim começou a exigir autenticação do TV Everywhere para a maioria dos episódios do site, reduzindo bastante a quantidade de conteúdo gratuito. Este serviço foi combinado com o aplicativo móvel do Adult Swim em 2014. Nessa época, Adult Swim começou a postar todos os episódios de séries selecionadas online para visualização gratuita, embora alguns deles tenham sido removidos em 2015, quando o Hulu adquiriu os direitos de vários programas, e mais uma vez em 2020, quando o serviço irmão HBO Max, conhecido como Max desde maio de 2023, foi lançado.
A partir de 2025, muitos programas do Adult Swim estarão disponíveis no Max, embora várias séries tenham expirado desde sua adição inicial, com a maioria delas retornando ao site do Adult Swim. O Hulu, que anteriormente tinha várias séries, agora oferece apenas Rick and Morty e The Eric Andre Show, este último exclusivo do serviço. A programação atual do Adult Swim, excluindo Rick and Morty (que é lançado no Max e no Hulu um mês após o término de cada temporada), The Eric Andre Show, e Off the Air (que está disponível no YouTube), é colocada no Max um dia após os novos episódios irem ao ar.
Vários programas do Adult Swim também estão disponíveis para compra no iTunes, Google TV, Amazon, Microsoft Movies & TV, e Vudu.

### Jogos eletrônicos
Adult Swim já teve muitos jogos online baseados em Flash disponíveis em seu site, incluindo Robot Unicorn Attack e Five Minutes to Kill (Yourself), mas todos os jogos foram removidos em 2020 após a descontinuação do Adobe Flash Player. A partir de 2005, a Adult Swim começou a publicar jogos para celular, incluindo aqueles baseados nas franquias e conteúdo original da Adult Swim. Em 2011, a divisão Adult Swim Games foi criada para publicar conteúdo original de jogos indie, concentrando-se principalmente no mercado de jogadores hardcore. A editora não lançou um jogo desde Samurai Jack: Battle Through Time em 2020 e, em 2024, cedeu os direitos da maioria de seus jogos aos desenvolvedores originais, exceto pelos jogos cujos desenvolvedores não conseguiram contatar (que foram retirados da lista) ou jogos baseados nos IPs da rede (Samurai Jack, Rick and Morty: Virtual Rick-ality, e o ainda atualizado Pocket Mortys). Samurai Jack e Rick and Morty: Virtual Rick-ality foram posteriormente retirados da maioria das lojas.

### Música
Adult Swim tem parcerias com várias gravadoras de música independentes, e tem co-produzido e lançado álbuns de compilação com Stones Throw Records, Ghostly International, Definitive Jux, e Chocolate Industries através de sua própria label Williams Street Records. Muitas das vinhetas e embalagem do Adult Swim fazem uso de música eletrônica e instrumental. Várias músicas são também muitas vezes emprestadas de artistas assinados para uma ampla variedade de diferentes gravadoras, incluindo Warp Records e Ninja Tune Records.

### Eventos ao vivo
Adult Swim realizou vários eventos ao vivo ao longo dos anos através de sua divisão Adult Swim Presents. Adult Swim aparece frequentemente na San Diego Comic Con, muitas vezes apresentando prévias, jogos, apresentações musicais, entre outras coisas. Desde 2018, realiza anualmente o Adult Swim Festival, com uma mistura de música, comédia, painéis e outras festividades. Os festivais de 2018 e 2019 aconteceram em Los Angeles, e tiveram apresentações selecionadas transmitidas ao vivo no Adult Swim Streams. Devido à pandemia de COVID-19, os festivais de 2020 e 2021 foram realizados online, por meio de vídeos pré-gravados e transmissões ao vivo no YouTube. O festival de 2022, conhecido como Adult Swim Festival Block Party, aconteceu na Filadélfia, com destaques e apresentações completas selecionadas sendo transmitidas para o YouTube. O festival de 2023, conhecido como Adult Swim Festival On the Green, ocorreu na San Diego Comic-Con e não teve transmissão ao vivo online.

### Podcast
Adult Swim ofereceu um podcast de vídeo no iTunes de 21 de março a 19 de setembro de 2006. Os podcasts apresentavam segmentos de bastidores de shows e conteúdo exclusivo; como uma entrevista com Dennis Haskins, de Saved by the Bell, e uma olhada em Metalocalypse, de Brendon Small e Tommy Blacha. O podcast alcançou o segundo lugar no ranking de podcasts mais baixados do iTunes.
Um novo podcast apenas de áudio, chamado Adult Swim Podcast, foi lançado em 11 de julho de 2019, apresentado por Matt Harrigan. Em episódios regulares, Harrigan entrevista diferentes colaboradores, criadores de programas e atores do Adult Swim. Max Simonet foi posteriormente adicionado como coapresentador, com entrevistas ainda feitas solo por Harrigan. O podcast também apresentou alguns spin-offs, como um podcast complementar para a temporada 4 de Rick and Morty, uma competição de torneio para as comédias originais do Adult Swim e uma chave de torneio para a programação do Toonami; a maioria dos episódios desses spin-offs foi ao ar ao vivo no Adult Swim Streams. Nenhum novo episódio do Adult Swim Podcast foi lançado desde novembro de 2020, e os links para o podcast no site foram eventualmente removidos. Adult Swim também se uniu à Abso Lutely Productions para produzir a segunda temporada do podcast de comédia This is Branchburg.

### Transmissões ao vivo e webséries
Em 25 de setembro de 2013, o Adult Swim começou a transmitir simultaneamente seu canal por meio do aplicativo móvel do Adult Swim e website, embora autenticação da TV Everywhere seja requisitada. Ambos os feeds da Costa Leste e Oeste estão disponíveis.
No final de 2014, o Adult Swim adicionou várias transmissões ao vivo gratuitas 24 horas por dia, 7 dias por semana, ao seu site, a maioria delas exibindo maratonas de programas diferentes continuadamente. Uma das transmissões ao vivo, um feed do aquário do escritório da Williams Street, tornou-se sua própria série: FishCenter Live, e levou à criação dos Adult Swim Streams.
Os Adult Swim Streams consistiam em vários originais exclusivos online, geralmente transmitidos ao vivo, e contavam com uma sala de chat, semelhante à do Twitch. Muitos dos programas também aceitavam ligações de telespectadores para interagir com os apresentadores ou mudar o rumo de um programa.
Programas selecionados transmitidos diariamente no serviço, incluindo:
- FishCenter Live: Uma paródia de SportsCenter e da série principal, composta por Matt Harrigan, Max Simonet, Dave Bonawits, Andrew Choe e Christina Loranger narrando imagens do aquário da Williams Street. O Fish marcou pontos através de jogos iniciados pelos donos da casa e jogos disputados pelos mandantes. Convidados especiais, como músicos e comediantes, frequentemente se apresentavam.[248]
- Stupid Morning Bullshit: Um talk show matinal (mais tarde, à noite) apresentado por Sally Skinner, discutindo notícias estranhas e eventos atuais.[249]
- Williams Street Swap Shop: Um programa de negociação por telefone no estilo dos programas de rádio tradicionais apresentados por Zachary White e Matt Hutchinson. Um spin-off, Traveling Tuesdays, fez Zach visitar lugares em Atlanta.[249]
- Bloodfeast: Um programa de resolução de palavras cruzadas apresentado por Max Simonet e Dave Bonawits que frequentemente usava conteúdo surreal com a intenção de perturbar os espectadores, incluindo animações, poesia e curtas-metragens. O programa recebeu dois spin-offs animados para televisão, Tender Touches em 2017, seguido por Gēmusetto em 2019. Um spin-off conhecido como Bloodfeast Presents apresentou apresentações musicais usando os mesmos efeitos especiais para criar visuais únicos.[250]
- Desperate Losers: Um show apresentado por vários funcionários do Adult Swim que os fez jogar com raspadinhas na tentativa de complementar sua renda. O show alternou a gravação entre Atlanta, Nova York, e Connecticut.[247]

Alguns programas transmitidos semanalmente ou em ocasiões especiais, incluem:
- Assembly Line Yeah!: Um show de artes e ofícios apresentado por Jiyoung Lee e Anca Vlasan.[246]
- Last Stream on the Left: um programa estilo podcast apresentado por Ben Kissel, Henry Zebrowski, e Marcus Parks. Os anfitriões discutem histórias sombrias ou perturbadoras, teorias da conspiração e acontecimentos paranormais.[251]
- Digikiss: Um programa de namoro por vídeo individual ao vivo, onde os espectadores podem fazer perguntas e observar o desenrolar do encontro.[252]
- Truthpoint: Darkweb Rising: Um programa apresentado por dril e Derek Estevez-Olsen, uma paródia de InfoWars.[253]
- As Seen on Adult Swim: Um programa apresentado por Nick Gibbons, no estilo de um programa de compras em casa, vendendo mercadorias do Adult Swim e distribuindo um item raro como último item todas as noites ao vencedor de um concurso.[254]
- Development Meeting: Um programa apresentado pelos coordenadores de desenvolvimento Walter Newman e Cameron Tang, onde os espectadores podem apresentar programas para o Adult Swim. Espreitadelas inacabadas das próximas produções também foram mostradas até 2019. Um dos argumentos, Skeleton Landlord, finalmente foi ao ar como parte de Infomercials.[255]
- Toonami Pre-Flight: Um programa apresentado por Jason DeMarco e Gill Austin, onde eles discutiram a programação, responderam a perguntas dos fãs e mostraram prévias das próximas promoções e análises de jogos.[256]
- Block or Charge: Um clipe de comédia apresentado por Rex Chapman e David Helmers, baseado nos tweets de Chapman.[257]
- The Cry of Mann, The Call of Warr, e The Weather: Três séries de Wham City, onde os espectadores podiam ligar e interpretar personagens ou mudar a história.[258]

Alguns dos programas de transmissão ao vivo transmitiram versões editadas de seus programas às sextas-feiras às 4h, sob o nome coletivo Williams Stream.
Várias webséries gravadas anteriormente também estão disponíveis sob demanda no site, incluindo On Cinema at the Cinema e seu spin-off Decker, que mais tarde se tornou uma série de televisão para o Adult Swim. Episódios arquivados da programação do Adult Swim Streams também estão disponíveis.
Quase todas as webséries em andamento do Adult Swim, incluindo os Adult Swim Streams como um todo, foram canceladas em novembro de 2020. Adult Swim Smalls, um programa de curtas produzido por Dave Hughes do Off the Air, foi a única série web que permaneceu. Algumas séries, como On Cinema, continuaram de forma independente. Novas webséries, incluindo spin-offs de Aqua Teen Hunger Force e Rick and Morty, começaram a ser lançadas em 2022.
Atualmente, o site oferece diversas transmissões ao vivo gratuitas que consistem em maratonas de programação específica do Adult Swim. Além disso, há o Channel 5, uma transmissão ao vivo que consiste em várias produções de Tim & Eric feitas para a rede, junto com séries originais feitas para a transmissão, esquetes do TimAndEric.com, conteúdo feito para Jash, e a série Super Deluxe, Tim and Eric Nite Live!. Algumas das transmissões da maratona tinham salas de bate-papo semelhantes à transmissão ao vivo, embora estas tenham sido removidas junto com a sala de bate-papo da transmissão ao vivo em janeiro de 2021.

### Aplicações móveis e OTT
Desde sua estreia em 2001, os executivos do Adult Swim têm trabalhado extensivamente para estender o alcance do canal para visualizadores em locais do lado de fora dos normais serviços de televisão de satélite e cabo. Isto inclui o lançamento do website adultswim.com e o lançamento de aplicativos para várias plataformas móveis e over-the-top providenciando acesso para programação atual e passada do Adult Swim, maratonas ao vivo, programas originais ao vivo e pré-gravados e a transmissão simultânea online noturna da exibição do Adult Swim. Atualmente os aplicativos estão disponíveis nos EUA apenas para a Amazon Fire TV, Android (incluindo Google Cast no Android TV), Apple TV, iOS, Chromecast, Roku, e Xbox One. Devido aos acordos de licenciamento, certas partes dos aplicativos, incluindo acesso para a transmissão ao vivo e programas passados requerem que o visualizador use sua senha e nome de usuário de cabo, satélite ou nome de usuário e senha de plataforma OTT para autenticar seu direito para acessar tal conteúdo.

## Internacional

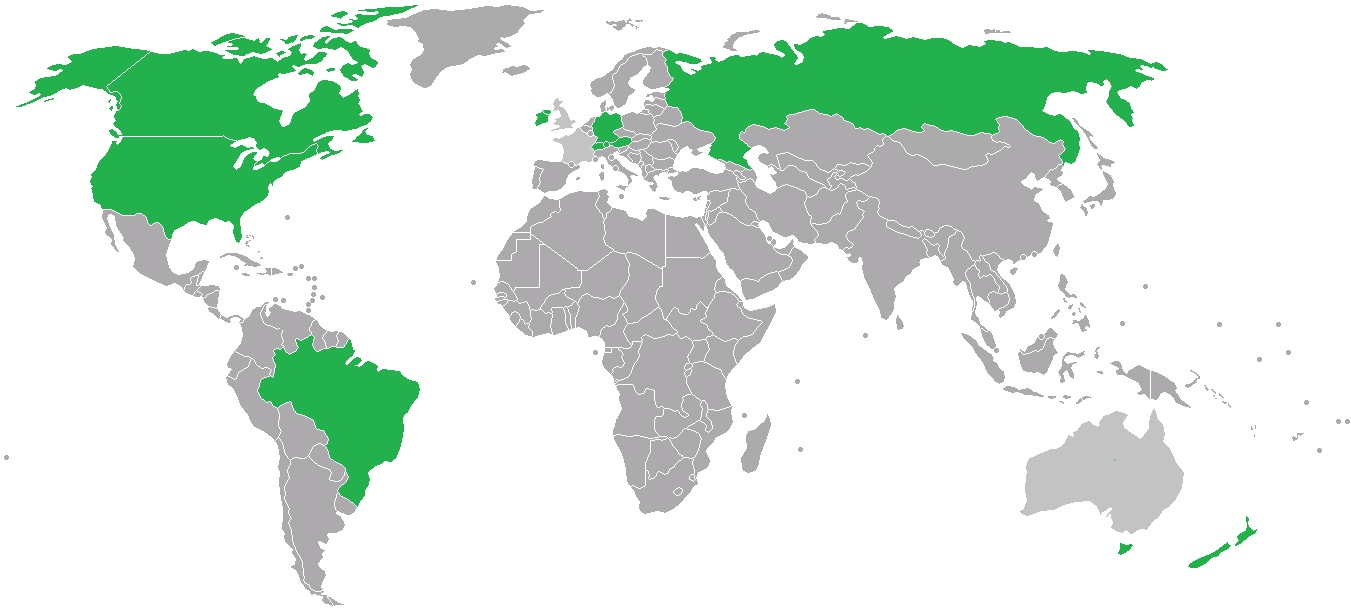
Disponibilidade internacional do canal Adult Swim.

O Adult Swim tem estado ativamente expandindo seu alcance através do mundo desde 2005. Versões localizadas têm sido exibidas na Austrália, Rússia, Brasil e no resto da América Latina. O Adult Swim geralmente não está associado com o Cartoon Network devido às condições locais de mercado ou restrições e regulações governamentais de conteúdo – tais como Ofcom no Reino Unido. Em tais mercados, a programação do Adult Swim é licenciada para outras emissoras.

### África
Em novembro de 2018, Adult Swim fez sua estreia africana no serviço de streaming Showmax da MultiChoice da África do Sul, apresentando programas como Rick and Morty, Samurai Jack, Robot Chicken, e Eagleheart no lançamento. Em junho de 2019, a marca foi disponibilizada temporariamente na TNT como bloco de programação.

### Austrália e Nova Zelândia
A versão australiana e da Nova Zelândia do Adult Swim foi transmitida no Cartoon Network até 31 de dezembro de 2007. Shows exibidos naquela época eram Aqua Teen Hunger Force, Sealab 2021, Space Ghost Coast to Coast, Harvey Birdman: Attorney at Law (qual também exibiu no SBS), Tom Goes to the Mayor, Home Movies, The Venture Bros., e antes de seu fechamento, Squidbillies. O bloco de comédia exibia toda sexta e sábado e um bloco de ação exibia durante a semana, incluindo anime maduro como Cowboy Bebop, InuYasha, Initial D, Bleach, Air Gear, Black Cat, e Ghost in the Shell.
Atualmente, comédias originais têm estreado no The Comedy Channel na Austrália. O bloco iria retornar no The Comedy Channel em março de 2008, com Aqua Teen Hunger Force unindo ao lineup em 1 de julho. O canal também tem exibido The Boondocks, mas não sob o banner Adult Swim. Até a data, Adult Swim tem crescido consideravelmente com o bloco agora exibindo todo sábado das 12 até 2 am AEST e 6:30 até 7:30 pm AEST para manter com a tradição de tarde da noite do anterior bloco.
A programação do Adult Swim têm sido lançada em DVD para Região 4 pela Madman Entertainment, incluindo shows que nunca tinham sido exibidos na Austrália. Madman Entertainment tem também lançado DVDs exclusivos para a Região 4 não disponíveis nos Estados Unidos, incluindo Volume 2 e 3 de Moral Orel e coleções completas de Minoriteam e Assy McGee.
O Aqua Teen Hunger Force Colon Movie Film for Theaters também tem sido silenciosamente lançado para DVD. Após mover para The Comedy Channel em janeiro de 2008, Adult Swim parou de ser exibido na Nova Zelândia até 2021.
Em outubro de 2013, Turner Broadcasting em parceria com MCM Media e Movideo lançaram um serviço de vídeo sob demanda do Adult Swim Austrália.
Em junho de 2016, Channel 9 assinou um contrato de dois anos com a Turner Broadcasting para transmitir um bloco do Adult Swim em 9Go!. Após o acordo expirar, 9Go! não renovou com a Turner Broadcasting e, portanto, o bloco foi encerrado.
Em fevereiro de 2021, a TVNZ começou a exibir a programação do Adult Swim em TVNZ Duke na Nova Zelândia. Programas que estão atualmente no ar no canal, como Aqua Teen Hunger Force, Birdgirl, Eagleheart, Mr. Pickles, Robot Chicken, The Eric Andre Show, The Shivering Truth, The Venture Bros., e YOLO: Crystal Fantasy, estão disponíveis para transmissão grátis em TVNZ+.
Em dezembro de 2022, o serviço de streaming Stan tinha programas do Adult Swim, como Aqua Teen Hunger Force, Robot Chicken e Ballmastrz 9009, disponíveis para streaming na Austrália. Rick and Morty vai ao ar no canal da Foxtel, Fox8 e na Netflix.

### Canadá
O serviço em língua francesa e inglesa do Teletoon previamente oferecia blocos orientados para adultos que carregavam a programação do Adult Swim e exibindo shows similares: Teletoon at Night e Télétoon la nuit. Em 2 de fevereiro de 2012, a então companhia parente TELETOON Canada Inc. anunciou que iria estar lançando uma versão canadense do Adult Swim, compartilhando espaço do canal com a versão canadense do Cartoon Network como um canal especializado bem como sua contraparte americana faz. O bloco foi lançado em 4 de julho de 2012. De setembro de 2015 – setembro de 2017, todas as séries originais do Adult Swim foram exibidas exclusivamente no bloco.
Enquanto isso, YTV tem exibido séries de anime que estrearam no Adult Swim em seu bloco Bionix. O bloco Anime Current do G4, bloco Kamikaze do Razer (agora MTV2), o defunto Scream (mais tarde Dusk) e Super Channel têm todos exibindo vários títulos de anime que foram transmitidos no Adult Swim. Em junho de 2009, G4 Canada lançou Adult Digital Distraction, uma programação que apresentava muitos shows do Adult Swim. Em fins de 2011, o bloco foi descontinuado devido as pressões da CRTC em relatos do canal desviando de seu formato original (qual foi para exibir programação relacionada a tecnologia). O bloco iria ser brevemente relançado antes de ser retirado novamente em 2012.
Tim and Eric Awesome Show, Great Job! foi exibido no CTV Comedy Channel (anteriormente The Comedy Network) da Bell Media. Em dezembro de 2013, a rede irmã Much começou exibindo Childrens Hospital e, mais tarde, seu spinoff, Newsreaders. Eles também exibiram a série de curta vida The Jack and Triumph Show.
Em outubro de 2014, Netflix começou a transmitir Mike Tyson Mysteries no dia após sua estreia na televisão nos EUA.
Em 25 de fevereiro de 2016, Williams Street lançou um serviço de vídeo sob demanda de subscrição específica para o Canadá para dispositivos iOS e Android. O aplicativo contém a maioria do conteúdo produzido pelo Adult Swim, incluindo programação não vista na televisão canadense. Novas estreias foram adicionadas logo após sua transmissão nos EUA, com a exceção de novos episódios de Robot Chicken e, inicialmente, Rick and Morty, qual são adicionados o dia após sua estreia no bloco canadense. O aplicativo foi descontinuado em novembro de 2018.
Em 4 de março de 2019, companhia parente atual de YTV e Teletoon, Corus Entertainment, anunciou o lançamento de uma rede Adult Swim todo o tempo 24/7 em 1 de abril de 2019, como uma reformulação do Action. Isso marca a primeira vez de uma versão internacional do Adult Swim ser lançada como seu próprio canal de televisão. Com o lançamento do canal, o bloco canadense, bem como Teletoon at Night, foram ambos descontinuados como ambos canais iriam focar exclusivamente em programação apropriada à idade. O bloco canadense do Adult Swim foi abandonado em 3 de março de 2019, e o Teletoon at Night foi encerrado em 31 de março de 2019.

### França
O bloco foi lançado em 4 de março de 2011, e exibe cada noite das 11 pm para 6 am no Cartoon Network França. Tem sido exibido Aqua Teen Hunger Force, Harvey Birdman: Attorney at Law, Metalocalypse, Moral Orel, Robot Chicken, e Squidbillies. Como a maioria dos blocos internacionais do Adult Swim, não vai ao ar shows da Fox e de ação. Maioria da programação do bloco não é dublada e exibe com áudio em inglês e legendas em francês.
No início dos anos 2000, havia um bloco de tarde da noite chamado "DZAQC" (pronunciado "Désaxé"), qual trazia o look de 2001 do Adult Swim, mas não tinha nenhum dos shows adultos, exceto por Home Movies e Captain Linger. Case Closed foi exibido no Cartoon Network e Toonami. DZAQC exibia aleatórios shows e velhos promos do Cartoon Network em inglês com legendas em francês.
Um novo bloco Adult Swim foi lançado em março de 2015 em L'Enôrme TV. O bloco parou de transmitir em junho de 2016.
Em 15 de maio de 2019, Warner Media France anunciou através de uma postagem de Twitter a Temporada 4 de Rick and Morty irá ser exibida exclusivamente no Adult Swim em novembro. Na mesma postagem, eles anunciaram que um novo bloco Adult Swim irá lançar na França em julho de 2019.
Em 24 de julho de 2019, Adult Swim France anunciou no Twitter que o bloco iria retornar às 11 P.M. CET na Warner TV Next (anteriormente Toonami). Partindo deste dia em diante, a contraparte francesa do Adult Swim exibe cada noite no Toonami entre 11 P.M. e 2 A.M. com serviços on-demand disponíveis no provedor de TV online e on-demand francês Molotov TV.

### Alemanha
O bloco Adult Swim foi lançado em 28 de janeiro de 2009 na TNT Serie (agora conhecido como WarnerTV Serie). Em 2016, TNT Glitz se tornou TNT Comedy (agora conhecido como WarnerTV Comedy) e assumiu o Adult Swim. Programas no bloco incluem American Dad, Assy McGee, Lucy, The Daughter of the Devil, Metalocalypse, Moral Orel, Robot Chicken, Rick and Morty, Stroker and Hoop, The Brak Show, Venture Bros., Aqua Teen Hunger Force, e The Eric Andre Show.

### Itália
Na Itália, várias séries do Adult Swim tais como Aqua Teen Hunger Force, Robot Chicken, China, IL, NTSF:SD:SUV:: e Mr. Pickles estão disponíveis on-demand via TIMvision. Rick and Morty foi também dublado em italiano na Netflix, The Boondocks exibido no Comedy Central e MTV, enquanto The Oblongs exibido no Italia Teen Television e All Music. No Facebook, Adult Swim Itália tem confirmado uma possibilidade de exibir no Cartoon Network e Boing. Em 2018, Robot Chicken e Rick and Morty foram lançados em DVD e Blu-ray Disc da Eagle Pictures em aquele país.

### América Latina
Na América Latina, um bloco Adult Swim foi exibido durante as madrugadas no Cartoon Network começando em 7 de outubro de 2005. Foi originalmente transmitido na versão regional do canal, quando foi retirado e transmitido pelo I.Sat em 19 de novembro de 2007, outra rede de propriedade e operada pela Turner Broadcasting System Latin America.
No Brasil, o bloco se envolveu em uma polêmica que ganhou as páginas de jornal em 2008, quando o então deputado federal Celso Russomanno, então membro da Comissão de Defesa do Consumidor na Câmara dos Deputados do Brasil convocou representantes do Cartoon Network (logo, da Turner) para esclarecimentos, pois a veiculação do conteúdo em um canal infantil era, na visão de Russomanno, uma infração às leis de defesa do consumidor.
A estreia do Adult Swim foi recebida com grande reação negativa de pelo menos uma operadora de TV paga na América Latina. A VTR, uma empresa chilena de TV a cabo, censurou unilateralmente o bloco desde sua estreia até o início de 2007, devido a políticas editoriais herdadas de Ricardo Claro Valdés, um dos acionistas da empresa, notoriamente conhecido por censurar a programação de canais a cabo enquanto era dono da Metropolis Intercom, uma empresa que foi absorvida pela VTR em 2005.
A posição da VTR era que o Cartoon Network deveria ser um canal infantil e não deveria veicular qualquer conteúdo adulto. Segundo estudo da empresa, o público do horário do Adult Swim era majoritariamente infantil, o que contrariava as políticas da empresa. A VTR e a Turner Broadcasting System concordaram em transmitir Adult Swim no serviço de filmes PPV da VTR, disponível apenas em digital e em algumas partes do Chile, devido ao fato de a VTR não ter atualizado suas redes de TV a cabo na época.
Em 2008, o bloco seria efetivamente limado da programação do Cartoon Network latinoamericano e transmitido apenas pelo I.Sat .
Em 1 de dezembro de 2010, I.Sat revelou que estava cortando a programação do Adult Swim devido à baixa audiência, acrescentando: "Não importa se adicionarmos novos programas, não funcionaria".
Em 2014, foi anunciado que Adult Swim iria retornar para a América Latina aquele mesmo ano. Adult Swim estreou no feed brasileiro da TBS em 3 de novembro de 2014. Adult Swim foi relançado na América Latina em 3 de abril de 2015, no I.Sat, em inglês com legendas em espanhol, estreando Rick and Morty e muitos outros shows pela primeira vez na região.
Em 6 de janeiro de 2018, o bloco começou transmitindo ao longo da América Latina na TBS. Ao contrário do I.Sat, este bloco era transmitido em espanhol.
Após cessar as transmissões no I.Sat e TBS, Warner Channel começou a exibir em 2 de maio de 2020 para América Latina e Brasil, agora exibindo o logotipo do Adult Swim e um novo conteúdo, tais como Final Space, e o resto das séries Aqua Teen Hunger Force e Robot Chicken. O bloco saiu da programação da Warner Channel em novembro de 2021.
Em 22 de agosto de 2023, a Warner Bros. Discovery Americas anunciou que o Adult Swim retornaria ao continente como um canal 24 horas, também trazendo de volta em sua programação o bloco Toonami em outubro de 2023. Em 3 de setembro, foi anunciado que o canal substituiria o TruTV em 31 de outubro.

### Rússia
Do seu relançamento em março de 2007 até abril de 2023, 2X2, um canal russo especializado em animação, exibia séries originais do Adult Swim. Há um bloco Adult Swim separado, e também um bloco em língua inglesa, onde shows eram transmitidos em inglês sem dublagem, ambos agora estando defuntos. Shows produzidos pelo Adult Swim que têm sido exibidos incluem Aqua Teen Hunger Force, Robot Chicken, Sealab 2021, 12 oz. Mouse, The Venture Bros., The Brak Show, Stroker and Hoop, Tom Goes to the Mayor, Squidbillies, Harvey Birdman, Attorney at Law, Space Ghost Coast to Coast, Frisky Dingo, Perfect Hair Forever, Metalocalypse, Lucy, the Daughter of the Devil e outros. 2×2 também transmite muitos dos animes que estrearam nos EUA no Adult Swim, embora não no cronograma do Adult Swim do 2×2. Alguns shows incluindo The Boondocks e Rick and Morty também estrearam fora do bloco do Adult Swim.
Em 1 de novembro de 2019, 2x2 anunciou uma adição da seção do Adult Swim no seu site com uma biblioteca contendo séries selecionadas do Adult Swim transmitidas anteriormente no canal e também novas séries, como The Heart, She Holler, Off the Air, The Eric Andre Show, Dream Corp, LLC, e Neon Joe, Werewolf Hunter, estreando diretamente no site sem cortes. Em março de 2021, as séries foram removidas do site.
A partir de 2024, os direitos de transmissão de todos os programas do Adult Swim expiraram e, segundo 2x2, não poderiam mais ser prorrogados.

### Espanha
Na Espanha, o Adult Swim foi um bloco de programação exibido às sextas-feiras a partir da meia-noite no canal TNT, entre 2007 e 2012. Apesar de o bloco já não existir em Espanha, várias das suas séries originais têm seção própria na plataforma de streaming da HBO.
Em dezembro de 2020, o Adult Swim voltou ao lado de Toonami como um pacote premium do serviço Orange TV. Nele, são mais de 600 episódios de 19 séries diferentes como Rick and Morty, Metalocalypse, Robot Chicken, entre outras.

### Reino Unido e Irlanda
Em 2002, CNX foi lançado no Reino Unido como um spin-off do Cartoon Network. Isso apresentava muito do conteúdo encontrado no Adult Swim e Toonami, shows de anime e filmes de ação adultos, mas fechou operações após um ano em 2003.
Um canal Adult Swim em todas as noites foi lançado em 8 de julho de 2006, no agora defunto Bravo possuído por Virgin Media Television, geralmente começando na meia-noite. Shows que eram previamente uma parte do bloco Adult Swim do Reino Unido são Robot Chicken, Aqua Teen Hunger Force, Sealab 2021, The Brak Show, Tom Goes to the Mayor, Space Ghost Coast to Coast, The Venture Bros., Moral Orel, and Metalocalypse, shows que não eram Williams Street no bloco incluíam Stripperella e Kid Notorious. A primeira série de "ação" foi o anime Afro Samurai, qual exibiu em 4 de maio de 2007, junto ao lado de um novo show animado do Reino Unido, Modern Toss. Em 7 de julho de 2008, Adult Swim cessou de transmitir em Bravo.
O canal anterior da Sony Pictures Channel, TruTV, começou a exibir shows do Adult Swim toda noite 11 pm até ao redor das 3 am em novembro e dezembro de 2016. Transmitiu os episódios de Rick and Morty, Robot Chicken, Mr. Pickles e Squidbillies.
O website do Adult Swim Reino Unido oferece livre acesso para episódios completos de shows incluindo Squidbillies, Harvey Birdman, Attorney at Law, Tom Goes to the Mayor, Minoriteam, Stroker and Hoop, Moral Orel, 12 oz. Mouse, Perfect Hair Forever, Metalocalypse, e Frisky Dingo. Revolver Entertainment começou a distribuir séries originais do Adult Swim em DVD no Reino Unido e Irlanda.
FX exibiu Robot Chicken, Titan Maximum, Venture Brothers, e Metalocalypse. Esses shows eram anunciados com a marca [adult swim]. Eles começaram exibindo em 5 de junho de 2010, em conjunção com o cronograma regular do canal e terminaram em 27 de novembro de 2010. Em 14 de dezembro de 2011, a trilogia Robot Chicken: Star Wars apareceu no Syfy às 10 pm. O bloco começou a exibir no TCM 2 começando em 4 de janeiro de 2012.
Adult Swim retornou para a televisão do Reino Unido e Irlanda começando com um novo bloco no canal FOX em 4 de setembro de 2015. Isso foi descontinuado em setembro de 2017, e Adult Swim agora não transmite na televisão no Reino Unido embora Rick and Morty tem desde então movido para o Comedy Central e está disponível para assistir no Netflix no Reino Unido.
Adult Swim uma vez novamente retornou ao Reino Unido com um novo bloco no E4 em fevereiro de 2019. Esse bloco exibe shows do Adult Swim bem como alguns outros programas que podem ser transmitidos no Channel 4 tais como Tim and Eric Awesome Show, Great Job!, Rick and Morty, e muitos mais. As reprises de Rick and Morty também vão ao ar na E4 Extra.

### Escandinávia
A estreia do Adult Swim na Escandinávia começou em 2011 pelo Showtime Scandinavia.
Em 21 de junho de 2018, o Nordic Entertainment Group (agora conhecido como Viaplay Group) e a Turner International anunciaram o lançamento do Adult Swim em um serviço de streaming gratuito e suportado por anúncios, o Viafree, na Noruega, Suécia, Dinamarca, e Finlândia.
A seção Adult Swim foi lançada em 1 de agosto de 2018, oferecendo um catálogo robusto de séries animadas e live-action do Adult Swim, adaptadas para o público jovem adulto. Essa mudança expandiu a acessibilidade, permitindo que os espectadores transmitissem conteúdo sob demanda sem as restrições da programação da televisão a cabo.
O lançamento do Viafree incluiu centenas de episódios, com novos conteúdos adicionados mensalmente para manter a plataforma dinâmica. Toda a programação foi legendada em idiomas locais para atender ao público local.

## Canais e serviços em alta definição
Um feed de alta definição do Adult Swim está disponível em muitos provedores de televisão por assinatura e é compartilhado com seu equivalente diurno, o Cartoon Network. O feed de alta definição é transmitido em 1080i alta definição em quase todos os provedores e foi lançado em 15 de outubro de 2007, junto com o Cartoon Network HD. Até 2023, o conteúdo 4:3 de definição padrão foi estendido para 16:9 no feed de alta definição para preencher a proporção de aspecto de 16:9, embora certos conteúdos 4:3, geralmente restaurações de alta definição, fossem exibidos em sua proporção de aspecto original com pillarboxing. Isso mudou para cortar o conteúdo de origem 4:3 não restaurado para 14:9 de 25 de setembro de 2023 até 17 de outubro de 2023 antes de colocar todo o conteúdo de origem 4:3 a partir de 18 de outubro de 2023. As vinhetas e comerciais do canal ainda eram feitos na proporção de 4:3 até 2010 e, portanto, também apareciam esticados no feed de alta definição. Desde maio de 2013, o feed de alta definição agora é o feed principal, com o feed de definição padrão agora exibindo apenas uma versão em letterboxing do feed de alta definição.